# Città di Greater Dandenong
La città di Greater Dandenong è una Local Government Area che si trova nello Stato di Victoria. Essa si estende su una superficie di 129,42 chilometri quadrati e nel 2011 contava 135.605 abitanti. La sede del consiglio si trova a Dandenong.
È un sobborgo di Melbourne.